# Ziemna burza
Ziemna burza (szw. Jordstorm) – powieść kryminalna szwedzkiego pisarza Monsa Kallentofta z 2014. Polskie wydanie książki ukazało się w 2016 w tłumaczeniu Anny Krochmal i Roberta Kędzierskiego.

## Treść
Jest ósmą częścią kryminalnej serii z detektyw Malin Fors z Linköpingu, której pomaga Zaharias Zeke Martinsson i jednocześnie trzecią odwołującą się do czterech żywiołów. Akcja dotyczy zabójstwa Petera Åkerlunda, polityka partii Szwedzkich Demokratów, w przeszłości oskarżonego o rasizm i zabitego poprzez wstrzyknięcie kwasu bezpośrednio do mózgu poprzez gałkę oczną. W mniej więcej tym samym czasie stwierdzone zostaje zaginięcie Nadji Lundin - lewicowej aktywistki (16 lat). Ktoś także odcina głowę lokalnemu muzułmańskiemu werbownikowi terrorystów. Sprawy te stopniowo się łączą.
Jest to pierwsza część cyklu, w której nie występuje dawny szef Malin Fors - Sven Sjöman, który przeszedł na emeryturę. Zastąpił go Göran Möller, zwerbowany w drodze rekrutacji zewnętrznej.